# Ігор Кассіна
Ігор Кассіна (італ. Igor Cassina, 18 серпня 1977) - італійський гімнаст, олімпійський чемпіон.

## Виступи на Олімпіадах
| Олімпіада   | Дисципліна       | Місце              |
| ----------- | ---------------- | ------------------ |
| Сідней 2004 | абсолютний залік | 36                 |
| Сідней 2004 | вільні вправи    | 67 (кваліфікація)  |
| Сідней 2004 | опорний стрибок  | 49 (кваліфікація)  |
| Сідней 2004 | паралельні бруси | 74 (кваліфікація)  |
| Сідней 2004 | перекладина      | 25T (кваліфікація) |
| Сідней 2004 | кільця           | 71 (кваліфікація)  |
| Сідней 2004 | кінь             | 42T (кваліфікація) |
| Афіни 2004  | абсолютний залік | 34                 |
| Афіни 2004  | командний залік  | 12 (кваліфікація)  |
| Афіни 2004  | вільні вправи    | 75 (кваліфікація)  |
| Афіни 2004  | опорний стрибок  | 72 (кваліфікація)  |
| Афіни 2004  | паралельні бруси | 71 (кваліфікація)  |
| Афіни 2004  | перекладина      | 1                  |
| Афіни 2004  | кільця           | 58T (кваліфікація) |
| Афіни 2004  | кінь             | 21T (кваліфікація) |
| Пекін 2008  | абсолютний залік | 77 (кваліфікація)  |
| Пекін 2008  | командний залік  | 12 (кваліфікація)  |
| Пекін 2008  | паралельні бруси | 67 (кваліфікація)  |
| Пекін 2008  | перекладина      | 4                  |
| Пекін 2008  | кінь             | 52 (кваліфікація)  |